# 502 a. C.
El año 502 a. C.  fue un año del calendario romano prejuliano. En el Imperio Romano, fue conocido como el año 252 Ab Urbe condita.

## Acontecimientos
- El cónsul Espurio Casio derrota a los sabinos en la ciudad de Cures.
- El cónsul Virginio destruye la ciudad rebelde de Cameria.

- Datos: Q240761